# Дженнингс, Стивен
Стивен Дженнингс (англ. Stephen Jennings; род. 3 августа 1960, Таранаки) — новозеландский бизнесмен, сооснователь и бывший глава «Ренессанс Капитал» и «Ренессанс Групп», до кризиса 2008 года — ведущий инвестиционный банкир России.
В 1981 году Дженнингс получил диплом бакалавра экономики в Массейском университете, через 2 года — степень магистра в Оклендском университете. С того же 1983 года он начал работать в новозеландском казначействе и местном представительстве Credit Suisse First Boston (инвестиционном подразделении Credit Suisse). В 1992 году Дженнингса перевели в лондонское отделение, где он возглавил восточноевропейское направление. Вскоре Дженнингса назначили в московского подразделение, обслуживавшееся СНГ. Там он занимался ваучерной приватизацией, пока в 1995 году не организовал инвестиционную компанию «Ренессанс Капитал» (позже её и другие активы включил в себя «Ренессанс Групп») вместе с Борисом Йорданом, Ричардом Дитцем, Антоном Кудряшовым и Леонидом Рожецкиным. Кризис 1998 года стал ударом для «Ренессанса», но Дженнигсу, который после него выкупил доли других партнёров, удалось в «сытые нулевые» превратить группу в компанию с капитализацией в 3-4 миллиарда долларов. Группа приобрела коммерческий банк («Ренессанс Кредит»), начала открывать отделения в соседних странах (Украине, Казахстане), а также в Африке, где Дженнингс планировал строить города-спутники мегаполисов. «Ренессанс Групп» зарабатывал на РЕПО, когда занимал на Западе деньги под залог ценных бумаг под небольшой процент, а затем ссужал их на российском рынке под больший процент. 
Когда в сентябре 2008 года мировые рынки попали в кризис, это привело на грань катастрофы многие инвестиционные банки, в том числе «Ренессанс Капитал», чьи кредиторы потребовали увеличить обеспечение текущих залогов, где ценные бумаги быстро падали в цене. Ренессанс за несколько дней утратил всю ликвидность, и Дженнингс обратился к ОНЭКСИМ Михаила Прохорова с предложением купить долю в группе. Стороны договорились об оценке «Ренессанс Групп» в 1 миллиард долларов и покупке ОНЭКСИМом за 500 миллионов долларов наличными 50% группы минус половина акции. До этого Дженнингсу принадлежала треть акций компании, владевшей «Ренессанс Групп» — Renaissance Capital Holdings Limited (RCHL), — но около 40% акций оставались казначейскими. Таким образом, Дженнингс продолжал оставаться контролирующим владельцем RCHL и «Ренессанс Групп». Он менял стратегию работы, пытался продать «Ренессанс Кредит» Банку ВТБ. Однако «Ренессанс» продолжал генерировать убытки из-за неудачных тактических решений и нестабильности рынка акций. В ноябре 2012 года Дженнингс поделил бизнес с Прохоровым, который получил «Ренессанс Капитал» и «Ренессанс Кредит». Дженнигсу же достались около 30 миллионов долларов и африканский бизнес. Эта занимающаяся недвижимостью компания, ныне известная как Rendeavour, владеет 12 тысячами гектаров пригородной земли в Кении, Гане, Нигерии, Замбии и ДР Конго.
Дженнингс был женат на преподавателе российской политологии в Оксфорде.